# Heinz Stoob
Heinz Albert Stoob (* 3. Dezember 1919 in Hamburg; † 13. März 1997 in Münster) war ein deutscher Historiker und Direktor des Historischen Seminars und der Abteilung für Westfälische Landesgeschichte an der Westfälischen Wilhelms-Universität in Münster.
Der Sohn eines Architekten legte 1938 das Abitur an der Oberrealschule St. Georg ab. Nach Arbeitsdienst in Ostpreußen und Kriegsdienst heiratete er 1942. Aus der Ehe gingen fünf Söhne und eine Tochter hervor. In Hamburg studierte er Geschichte, Philosophie und Klassische Philologie. Im Jahr 1950 wurde er mit der von Hermann Aubin betreuten Studie Die dithmarsischen Geschlechterverbände promoviert. Von 1952 bis 1954 absolvierte Stoob eine Archivausbildung in Marburg. 1958 erfolgte die Habilitation bei Otto Brunner an der Universität Hamburg mit einer Arbeit zur „Geschichte Dithmarschens im Regenten-Zeitalter“. Parallel dazu war er von 1954 bis 1964 im Archiv der Hamburgischen Landeskirche tätig. 1964 wurde Stoob mit der Leitung der Abteilung für Westfälische Landesgeschichte des Historischen Seminars an der Universität Münster betraut, die er bis zu seiner Emeritierung im Jahr 1985 innehatte. Zu seinen akademischen Schülern gehörten Bernd-Ulrich Hergemöller, Niklot Klüßendorf und Ellen Widder.
Sein Forschungsschwerpunkt war die vergleichende Landes- und Städtegeschichte. Von 1969 bis 1979 war Stoob der Direktor des neugegründeten Instituts für vergleichende Städtegeschichte in Münster. Stoob war ab 1964 ordentliches Mitglied der Historischen Kommission für Westfalen. Zudem vom 5. Mai 1966 bis zum 24. April 1974 stellvertretender Vorsitzender und vom 24. April 1974 bis zum 8. April 1986 Vorstandsmitglied.

## Schriften
- Die dithmarsischen Geschlechterverbände. Grundfragen der Siedlungs- und Rechtsgeschichte in den Nordseemarschen. Boyens, Heide 1951.

- Hamburgs hohe Türme. Die alten Kirchen der Hansestadt und ihre Kunstschätze (= Die Kirchen Hamburgs, Band 2, Urbes-Bildbände), Urbes, Hamburg 1957, DNB 364672587.
- Geschichte Dithmarschens im Regentenzeitalter. Boyens, Heide 1959 (= Habilitationsschrift Universität Hamburg).
- Grundrissbild und Stadtentwicklung von Schmallenberg, aus Josef Wiegel, Illustration Carl Siebert: Beiträge zur Geschichte der Stadt Schmallenberg 1244–1969, Stadt, Schmallenberg 1969, DNB 458847429.
- Schmallenberg (= Westfälischer Städteatlas), Historische Kommission für Westfalen, Verlag W. Grösschen, Dortmund 1975, ISBN 3-8087-0216-8.
- als Hrsg.: Die Stadt. Gestalt und Wandel bis zum industriellen Zeitalter. Böhlau, München 1978, ISBN 3-412-08384-4.
- Bad Frankenhausen. Stadtmappe (= Deutscher Städteatlas. Band 4, Teilband 2; Acta Collegii Historiae Urbanae Societatis Historicorum Internationalis. Serie C). GSV Städteatlas Verlag, Dortmund-Altenbeken 1989, ISBN 3-89115-032-6.
- Kaiser Karl IV. und seine Zeit. Styria, Graz 1990, ISBN 3-222-11942-2.
- Die Hanse. Styria, Graz 1995, ISBN 3-222-12272-5.